# Akiko Niwata
Akiko Niwata (jap. 庭田 亜樹子, Niwata Akiko; * 12. September 1984 in Präfektur Osaka) ist eine ehemalige japanische Fußballspielerin.

## Karriere

### Verein
Sie begann ihre Karriere bei Speranza FC Takatsuki, wo sie von 2000 bis 2006 spielte. 2007 folgte dann der Wechsel zu Urawa Reds Ladies. Sie trug 2009 zum Gewinn der Nihon Joshi Soccer League bei. 2012 beendete sie Spielerkarriere.

### Nationalmannschaft
Mit der japanischen Nationalmannschaft qualifizierte sie sich für die U-19-Weltmeisterschaft der Frauen 2002.
Niwata absolvierte ihr erstes Länderspiel für die japanischen Nationalmannschaft am 19. März 2003 gegen Thailand.

## Errungene Titel

### Mit Vereinen
- Nihon Joshi Soccer League: 2009

### Persönliche Auszeichnungen
- Nihon Joshi Soccer League Best XI: 2009, 2010